# Soutelo de Aguiar
Soutelo de Aguiar é uma povoação portuguesa sede da Freguesia de Soutelo de Aguiar do Município de Vila Pouca de Aguiar, freguesia com 123,87 km² de área e 602 habitantes (censo de 2021), tendo, por isso, uma densidade populacional de 4,9 hab./km².
Está situada no vale de Aguiar, 4 km a sul da sede do município. Inclui no seu território os seguintes lugares: Fontes, Montenegrelo, Parada do Corgo, Soutelo de Aguiar e Tronco. Até 1 de julho de 2003 pertenciam também a esta freguesia os lugares então transferidos para a então nova freguesia da Lixa do Alvão — por sua vez integrada em 2013 na nova freguesia do Alvão.

## Demografia
Nota: Com lugares desta freguesia foi criada em 2003 a freguesia de Lixa do Alvão.
A população registada nos censos foi:
| Distribuição da População por Grupos Etários | Distribuição da População por Grupos Etários | Distribuição da População por Grupos Etários | Distribuição da População por Grupos Etários | Distribuição da População por Grupos Etários |
| -------------------------------------------- | -------------------------------------------- | -------------------------------------------- | -------------------------------------------- | -------------------------------------------- |
| Ano                                          | 0-14 Anos                                    | 15-24 Anos                                   | 25-64 Anos                                   | > 65 Anos                                    |
| 2001                                         | 213                                          | 160                                          | 588                                          | 254                                          |
| 2011                                         | 81                                           | 69                                           | 300                                          | 188                                          |
| 2021                                         | 62                                           | 57                                           | 278                                          | 205                                          |

## Património
- Antas da Serra do Alvão
- Mamoa do Alto do Cotorino
- Sepulturas medievais na aldeia da povoação
- Relógios de sol
- Alminhas

## Personalidades de Soutelo de Aguiar

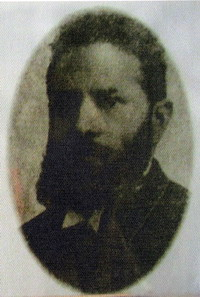
Dr. Martiniano Ferreira Botelho

- Martiniano Ferreira Botelho, que para além de exercer medicina, principalmente no Hospital de Vila Real, distinguiu-se também como político. Em 2 de Janeiro de 1918 tomou posse como presidente da Câmara Municipal de Vila Pouca de Aguiar até 7 de Agosto de 1918, data em que pediu exoneração do cargo por motivo de doença. Voltou a tomar posse, como presidente, em 24 de Julho de 1926 até 22 de Agosto de 1933. Nasceu em Vila Pouca de Aguiar e faleceu em Soutelo de Aguiar aos 86 anos e encontra-se sepultado no jazigo que ele próprio mandou construir, no cemitério de local. Do seu altruísmo, destaca-se, entre outras, a doação à população dos terrenos para a atual Praça ou (mercado) de Vila Pouca de Aguiar, bem como do matadouro municipal e mina de água. O seu carácter humanista revelou-se por consultar gratuitamente os pacientes mais carenciados. Viveu em Soutelo de Aguiar, onde também exerceu farmacologia.